# Усть-Усинське сільське поселення
Усть-Уси́нське сільське поселення (рос. Усть-Усинское сельское поселение) — муніципальне утворення у складі Усінського міського округу Республіки Комі, Росія. Адміністративний центр — село Усть-Уса.

## Населення
Населення — 1462 особи (2010; 1785 у 2002, 2171 у 1989).

## Склад
До складу поселення входять такі населені пункти:
| Населений пункт    | Населення, осіб (1989) | Населення, осіб (2002) | Населення, осіб (2010) |
| ------------------ | ---------------------- | ---------------------- | ---------------------- |
| Новікбож, присілок | 648                    | 532                    | 434                    |
| Усть-Уса, село     | 1523                   | 1253                   | 1028                   |